# Adeline (wieś)
Adeline – wieś w USA, w stanie Illinois, w hrabstwie Ogle. Według spisu z 2000 roku wioskę zamieszkuje 139 osób. W roku 2023 liczba mieszkańców spadła do 75 osób, a gęstość zaludnienia niemal do 107 osób/km².

## Geografia
Według spisu wieś zajmuje powierzchnię 0,7 km², całość stanowią lądy.

### Demografia
Według spisu z 2000 roku wieś zamieszkuje 139 osób skupionych w 50 gospodarstwach domowych, tworzących 39 rodzin. Gęstość zaludnienia wynosi 198,8 osoby/km². W miejscowości znajduje się 50 budynków mieszkalnych, a ich gęstość występowania wynosi 71,5 mieszkania/km². Miejscowość zamieszkuje 97,12% ludności białej, 0,72% rdzennych Amerykanów, 2,16% ludności innej rasy. Hiszpanie lub Latynosi stanowią 2,88% populacji.
We wsi jest 50 gospodarstw domowych, w których 40% stanowią dzieci poniżej 18. roku życia żyjące z rodzicami, 64% małżeństwa, 12% samotne kobiety oraz 22% osoby samotne. 16% wszystkich gospodarstw domowych składa się z jednej osoby, 4% żyjących samotnie ma powyżej 65. roku życia. Średnia wielkość gospodarstwa domowego wynosi 2,78 osoby, natomiast rodziny 3,18 osoby.
Przedział wiekowy kształtuje się następująco: 28,1% stanowią osoby poniżej 18. roku życia, 5,8% osoby pomiędzy 18. a 24. rokiem życia, 30,2% osoby pomiędzy 25. a 44. rokiem życia, 28,1% osoby pomiędzy 45. a 64. rokiem życia oraz 7,9% osoby powyżej 65. roku życia. Średni wiek wynosi 38 lat. Na każde 100 kobiet przypada 93,1 mężczyzn. Na każde 100 kobiet powyżej 18. roku życia przypada 100 mężczyzn.
Średni dochód dla gospodarstwa domowego wynosi 59 583 dolarów, a dla rodziny 61 250 dolarów. Dochody mężczyzn wynoszą średnio 44 688 dolarów, a kobiet 36 250 dolarów. Średni dochód na osobę w mieście wynosi 20 301 dolarów. Około 4,5% rodzin i 2,8% populacji miasta żyje poniżej minimum socjalnego, z czego 0% jest poniżej 18. roku życia i 33,3% powyżej 65. roku życia.